# Jagodowo (osada leśna)
Jagodowo – osada leśna w Polsce, położona w województwie kujawsko-pomorskim, w powiecie bydgoskim, w gminie Osielsko.
W latach 1975–1998 miejscowość należała administracyjnie do województwa bydgoskiego.